# Атлантида (департамент)
Атла̀нтида (на испански: Atlántida) е един от 18-те департамента на централноамериканската държава Хондурас. Атлантида се намира на северното карибско крайбрежие на Хондурас. Основният икономически отрасъл в департамента е туризмът. Населението е 449 822 жители (приб. оц. 2015 г.), а общата площ e 4251 км².

## Общини
В департаментът има 8 общини, някои от тях са:
|  | 1. Аризона 2. Ел Порвенир 3. Еспарта 4. Jutiapa 5. La Ceiba 6. Ла Масика 7. Сан Франсиско 8. Тела |